# Canal de la Giudecca
El Canal de la Giudecca (en italiano: canale della Giudecca, antiguamente llamado Vigano) es, junto con el Gran Canal, uno de los mayores canales que desembocan en la cuenca de San Marcos, en Venecia (Italia). Está situado entre la isla homónima de la Giudecca y el sestiere de Dorsoduro y se extiende desde la isla de San Giorgio in Alga hasta la cuenca de San Marcos con una  longitud de 4 km.
La transitan habitualmente las grandes naves de cruceros que se dirigen al puerto. Entre las mayores construcciones situadas en sus orillas están el Molino Stucky, la Iglesia del Redentor y la Iglesia de las Zitelle en el lado de la Giudecca, y la Basílica de Santa Maria della Salute y la Iglesia de los Jesuitas en la Fondamenta delle Zattere, en el lado de Dorsoduro.
Tiene una profundidad mínima de 4,1 metros y una profundidad máxima de 12 metros, una anchura mínima de 244 metros y una anchura máxima de 450 metros.